# ویچر (مجموعه تلویزیونی)
ویچر (انگلیسی: The Witcher) یک سریال تلویزیونی اینترنتی در ژانر درام فانتزی است که توسط لورن اشمیت هیسریچ بر پایهٔ مجموعهٔ کتاب به همین نام نوشتهٔ آندژی ساپکوفسکی ساخته شده‌است. داستان ویچر در یک جهان خیالی با الهام از قرون وسطی جریان دارد و به شرح زندگی گرالت از ریویا، یِنیفر از ونگربرگ و شاهدخت سیری می‌پردازد که سرنوشتشان با یکدیگر پیوند خورده‌است. هنری کویل، فریا آلن و آنیا چالوترا ستارگان این سریال هستند. گفته می شود قرار است هنری کویل بازیگر نقش ویچر پس از اتمام فصل سوم از این سریال جدا شده و لیام همسورث جای او را در ادامه سریال بگیرد.
فصل اول این سریال متشکل از هشت قسمت بود و در ۲۰ دسامبر ۲۰۱۹ به‌صورت کامل در نتفلیکس به نمایش درآمد. این سریال بر پایهٔ آخرین آرزو و شمشیر سرنوشت ساخته شد که مجموعه‌ای از داستان‌های کوتاه قبل از سرگذشت‌نامهٔ اصلی ویچر بودند. فصل دوم متشکل از هشت قسمت در ۱۷ دسامبر ۲۰۲۱ به نمایش درآمد. نتفلیکس در سپتامبر ۲۰۲۱، این سریال را برای فصل سوم تمدید کرد که این فصل نیز شامل هشت قسمت بود. پس از آن فصل چهارم پخش خواهد شد که لیام همسورث نقش گرالت از ریویا را بر عهده خواهد داشت.
یک مینی‌سریال پیش‌درآمد، تحت عنوان ویچر: منشأ خون، در ۲۵ دسامبر ۲۰۲۲ به‌نمایش درآمد.

## داستان
گرالت ریویایی، جادوگر و شکارچی جهش‌یافته هیولا که به آن‌ها ویچر می‌گویند، در تلاش است تا جای خود را در این دنیای پر از هیولا و آدم‌های ظالم پیدا کند. دست سرنوشت ویچر را به سمت جادوگران قدرتمند و یک شاهدخت جوان با موهبتی استثنایی هدایت می کند. حال هر سه آن ها باید یاد بگیرند در راستای هدفی که دنبال می کنند در این قاره پر از خشونت راه خود را به تنهایی پیدا کنند. هنری کویل برای بازی در این نقش در کنار تمرینات سنگین بدنسازی آموزش های بسیاری برای شمشیرزنی هم یاد گرفت به طوریکه به گفته خود او همیشه حتی در خانه و محل استراحت هم شمشیر به دست در حال تمرین بوده است.

## بازیگران و شخصیت‌ها

### اصلی
- هنری کویل در نقش گرالت از ریویا، یک شکارچی هیولا که به عنوان «ویچر» شناخته می‌شود
- آنیا چالوترا در نقش یِنیفر از ونگربرگ، جادوگر و عضو انجمن برادری جادوگران
- فریا آلن در نقش سیریلا / سیری، شاهدخت سینترا که دارای قدرت جادویی است
- جوئی بیتی در نقش جسکیر، شاعر و آوازخوان مسافر
- می‌آنا بورینگ در نقش تیسِیا د وریس، استاد اعظم آرتوزا، آکادمی برای آموزش جادوگران
- رویس پیرسون در نقش ایسترد، جادوگری که با ینیفر دوست بود
- ایمون فرن در نقش کاهیر، یک افسر نظامی نیلفگاردی
- میمی اندوینی در نقش فرینجیلا ویگو، جادوگری که در کنار ینیفر تمرین کرده‌است
- آدام لوی در نقش ماوسک، دروئید دیوان سینترا
- ویلسون رجوو-پوجاله در نقش دارا،پسری از نژاد الف ها
- آنا شافر در نقش تریس مریگولد، جادوگری که به عنوان مأمور در دربار پادشاهی تمریا فعالیت می‌کند
- ماهش جادو در نقش ویلگه‌فورتز، یک جادوگر

## قسمت‌ها
| شم.                                                                   | عنوان                                 | کارگردان                 | نویسنده           | تاریخ پخش اصلی |
| --------------------------------------------------------------------- | ------------------------------------- | ------------------------ | ----------------- | -------------- |
| ۱                                                                     | «شروع یک پایان»                       | آلیک ساخاروف             | لارن اشمیت هیسریچ | ۲۰ دسامبر ۲۰۱۹ |
| بر اساس "شرارت کمتر" از آخرین آرزو.                                   |                                       |                          |                   |                |
| ۲                                                                     | «چهار نشانه»                          | آلیک ساخاروف             | جنی کلین          | ۲۰ دسامبر ۲۰۱۹ |
| بر اساس "لبه دنیا" از آخرین آرزو.                                     |                                       |                          |                   |                |
| ۳                                                                     | «ماه خائن»                            | الکس گارسیا لوپز         | بو دیمایو         | ۲۰ دسامبر ۲۰۱۹ |
| بر اساس "ویچر" ازآخرین آرزو.                                          |                                       |                          |                   |                |
| ۴                                                                     | «از ضیافت ها، حرامزاده ها و تدفین ها» | الکس گارسیا لوپز         | دکلان دی بارا     | ۲۰ دسامبر ۲۰۱۹ |
| بر اساس "سوالی ارزشمند" ازآخرین آرزو و "شمشیر سرنوشت" ازشمشیر سرنوشت. |                                       |                          |                   |                |
| ۵                                                                     | «اشتهای سربسته»                       | شارلوت برندستروم         | اسنها کورس        | ۲۰ دسامبر ۲۰۱۹ |
| بر اساس "آخرین آرزو" ازTآخرین آرزو.                                   |                                       |                          |                   |                |
| ۶                                                                     | «گونه های کمیاب»                      | شارلوت برندستروم         | هیلی هال          | ۲۰ دسامبر ۲۰۱۹ |
| Based on "The Bounds of Reason" from Sword of Destiny.                |                                       |                          |                   |                |
| ۷                                                                     | «پیش از سقوط»                         | آلیک ساخارف و مارک جابست | مایک استروفسکی    | ۲۰ دسامبر ۲۰۱۹ |
| بر اساس "چیزی بیشتر" ازشمشیر سرنوشت.                                  |                                       |                          |                   |                |
| ۸                                                                     | «خیلی بیشتر»                          | مارک جابست               | لارن اشمیت هیسریچ | ۲۰ دسامبر ۲۰۱۹ |
| بر اساس"چیزی بیشتر" ازشمشیر سرنوشت.                                   |                                       |                          |                   |                |

## تولید

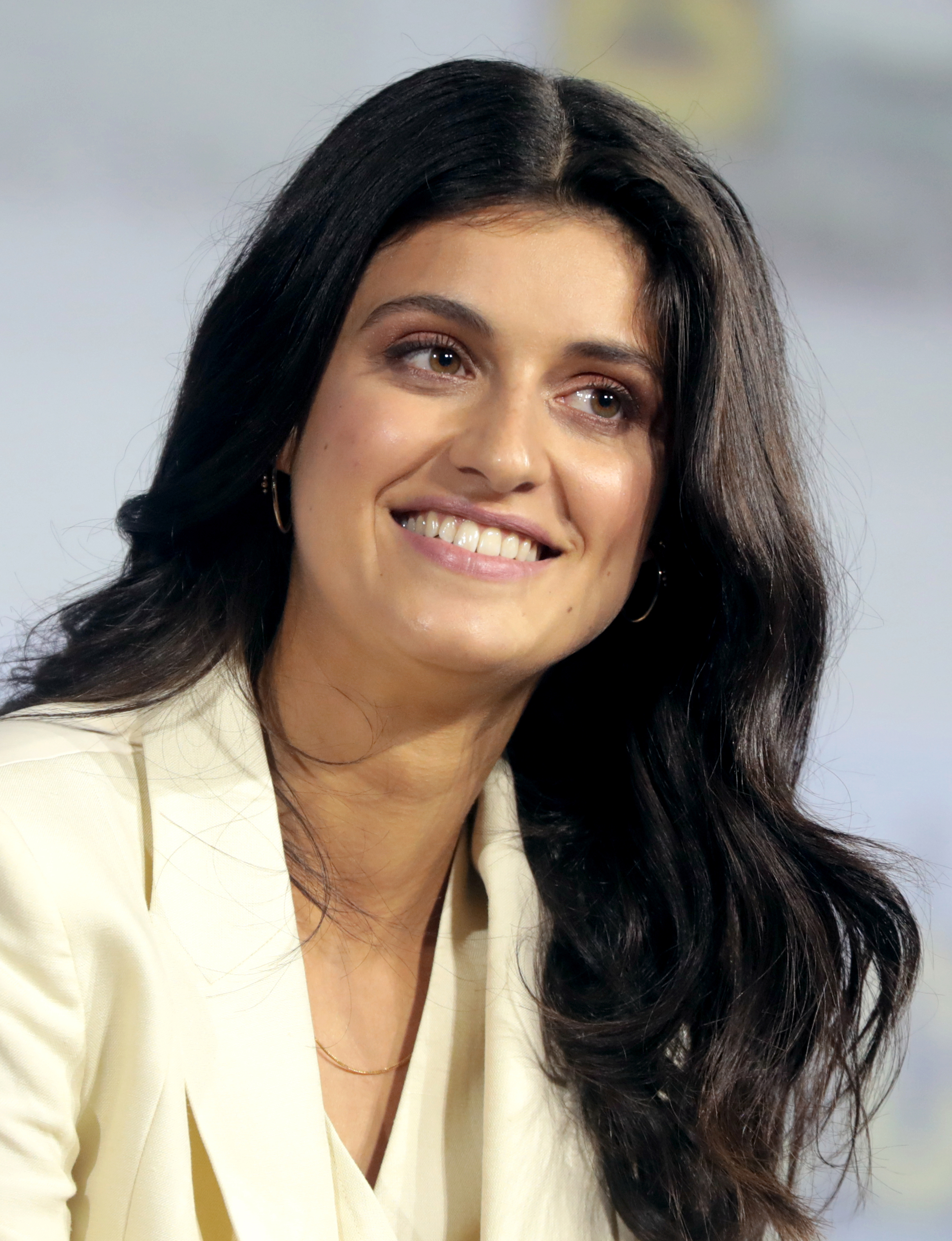
آنیا چالوترا

در ماه مه ۲۰۱۷، نت‌فلیکس اعلام کرد پروژه ساخت سریالی با اقتباس از مجموعه کتاب‌های ویچر اثر آندژی ساپکوفسکی را شروع کرده‌است. در دسامبر ۲۰۱۷ اعلام شد لورن اشمیت هیسریچ شورانر این سریال خواهد بود. در ژانویه ۲۰۱۸ نیز اعلام شد که کار نوشتن فیلمنامه قسمت اول سریال به پایان رسیده‌است.
سریال ویچر در قالب هشت اپیزود، در ۲۰ دسامبر ۲۰۱۹، از نت‌فلیکس پخش شد.

## اسپین آف‌ها
در ژانویه ۲۰۲۰، نتفلیکس اعلام کرد یک اسپین آف انیمیشنی با عنوان ویچر:کابوس گرگ تهیه خواهد کرد که بر داستان اصلی مربی گرالت و وسمیر تمرکز می کند. لارن اشمیت هیسریچ و بو دیمایو همراه با استودیو میر روی آن کار می کنند.
در ژوئیه ۲۰۲۰ نتفلیکس اعلام کرد یک سریال کوچک لایو اکشن با نام ویچر: منشا خون خواهد داشت که ۱۲۰۰ سال پیش از دوران گرالت و منشا ظهور ویچرها را نشان می دهد. این پیش درآمد نیز توسط هیسریچ ساخته می شود. او تهیه کننده اجرایی و دکلان دی بارا شورانر خواهند بود.